# Goundam (Kreis)

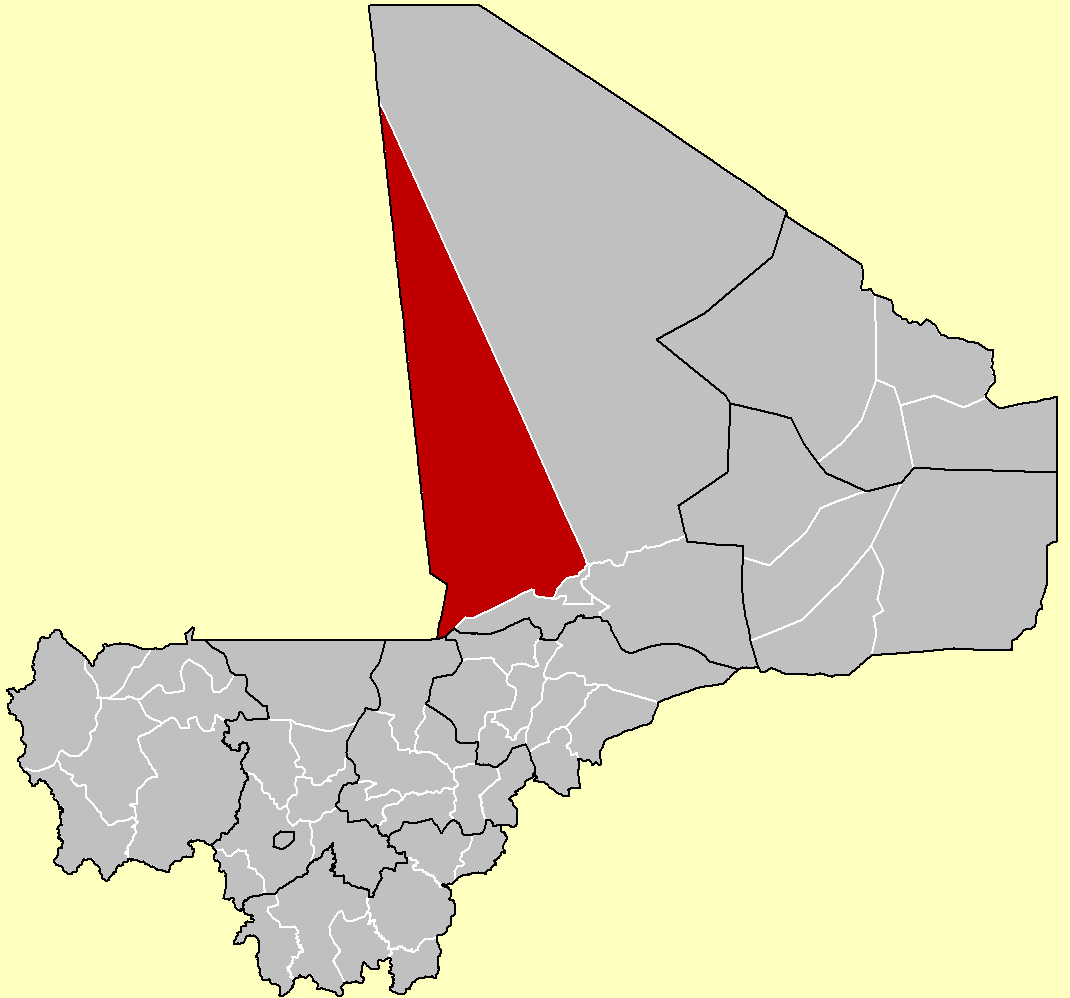
Kreis Goundam

Goundam ist der Name eines Kreises (franz. cercle de Goundam) in der Region Timbuktu in Mali.
Der Kreis teilt sich in sechzehn Gemeinden, die Einwohnerzahl betrug beim Zensus 2009 150.150 Einwohner.
Gemeinden: Goundam (Hauptort), Adarmalane, Alzounoub, Bintagoungou, Douekire, Doukouria, Essakane, Gargando, Issa Bery, Kaneye, M'Bouna, Razelma, Tele, Tilemsi, Tin-Aicha, Tonka.